# Terpna albicomitata
Terpna albicomitata là một loài bướm đêm trong họ Geometridae.